# 甲塚古墳 (京都市)
甲塚古墳（かぶとづかこふん）は、京都府京都市右京区嵯峨甲塚町にある古墳。形状は円墳。史跡指定はされていない。

## 概要
| 期     | 古墳名                     | 形状       | 規模   | 石室全長 | 築造時期    | 陵墓・史跡     |
| ------ | -------------------------- | ---------- | ------ | -------- | ----------- | -------------- |
|        | 垂箕山古墳                 | 前方後円墳 | 65m    |          | 5c末-6c初頭 | 宮内庁治定墓   |
| 3      | 天塚古墳                   | 前方後円墳 | 73m    | (8.1m)   | 6c前半      | 国の史跡       |
| 3      | 天塚古墳                   | 前方後円墳 | 73m    | (7.7m)   | 6c前半      | 国の史跡       |
| 4 ・ 5 | 清水山古墳                 | 前方後円墳 | 57m    |          | 6c中葉-後半 | （消滅）       |
| 4 ・ 5 | 段ノ山古墳                 | 前方後円墳 |        |          | 6c中葉-後半 | （消滅）       |
| 4 ・ 5 | 双ヶ岡1号墳                | 円墳       | 44m    | 15.8m    | 6世紀後半   | なし           |
| 4 ・ 5 | 衣笠山1号墳                | 円墳       | 26m    | (6.0m)   | 6世紀後半   | なし           |
| 6      | 蛇塚古墳                   | 前方後円墳 | 75m    | 17.8m    | 6c末-7c初頭 | 国の史跡       |
| 6      | 円山古墳 （大覚寺1号墳）   | 円墳       | 50m    | 14.7m    | 6c末-7c初頭 | 陵墓参考地     |
| 6      | 狐塚古墳 （大覚寺4号墳）   | 円墳       | 28m    | (12.8m)  | 6c末-7c初頭 | なし           |
| 6      | 入道塚古墳 （大覚寺2号墳） | 方墳       | 30m    | 11.2m    | 6c末-7c初頭 | 陵墓参考地     |
| 6      | 南天塚古墳 （大覚寺3号墳） | 円墳       | 25-30m | 8.1m     | 6c末-7c初頭 | （埋没）       |
| 6      | 御堂ヶ池1号墳              | 円墳       | 30m    | (8.3m)   | 6c末-7c初頭 | 京都市登録史跡 |
| 7      | 甲塚古墳                   | 円墳       | 38m    | 14.4m    | 7c前半      | なし           |
| 7      | 広沢古墳                   | 円墳       | 30m    | 12.0m    | 7c前半      | なし           |

京都盆地（山城盆地）西部、嵯峨野台地上に築造された単独の大型円墳である。古墳名は冑の形をした墳丘外観に由来し、現在は石室奥に祠が祀られている。これまでに盗掘に遭っているほか、発掘調査は実施されていない。
墳形は円形で、直径38メートル以上・高さ5.5メートル以上を測る。埋葬施設は両袖式の横穴式石室で、南方向に開口する。石室全長14.4メートルを測る大型石室であり、石材には巨石が使用される。副葬品は詳らかでない。
築造時期は、古墳時代終末期の7世紀前半頃と推定される。太秦・嵯峨野地域の古墳のうちでは、蛇塚古墳・円山古墳に後続する最後の首長墓に位置づけられ、嵯峨野一帯を開発した渡来系氏族の秦氏との関連を示唆する古墳として注目される。
古墳域は、現在では個人敷地内で保存されている。

## 埋葬施設

石室俯瞰図

埋葬施設としては両袖式横穴式石室が構築されており、南方向に開口する。石室の規模は次の通り。
- 石室全長：14.4メートル
- 玄室：長さ5.2メートル、幅2.9メートル、現在高さ3.4メートル
- 羨道：長さ9.2メートル、幅1.7メートル、現在高さ1.8メートル

玄室の奥壁は2段積みと推定され（祠が存在するため明確としない）、側壁は2石の2段積み、前壁は1段積みによって構築される。玄門部は1石、羨道の側壁は2段積みである。天井石は、玄室では3石、羨道では4石。

石室展開図
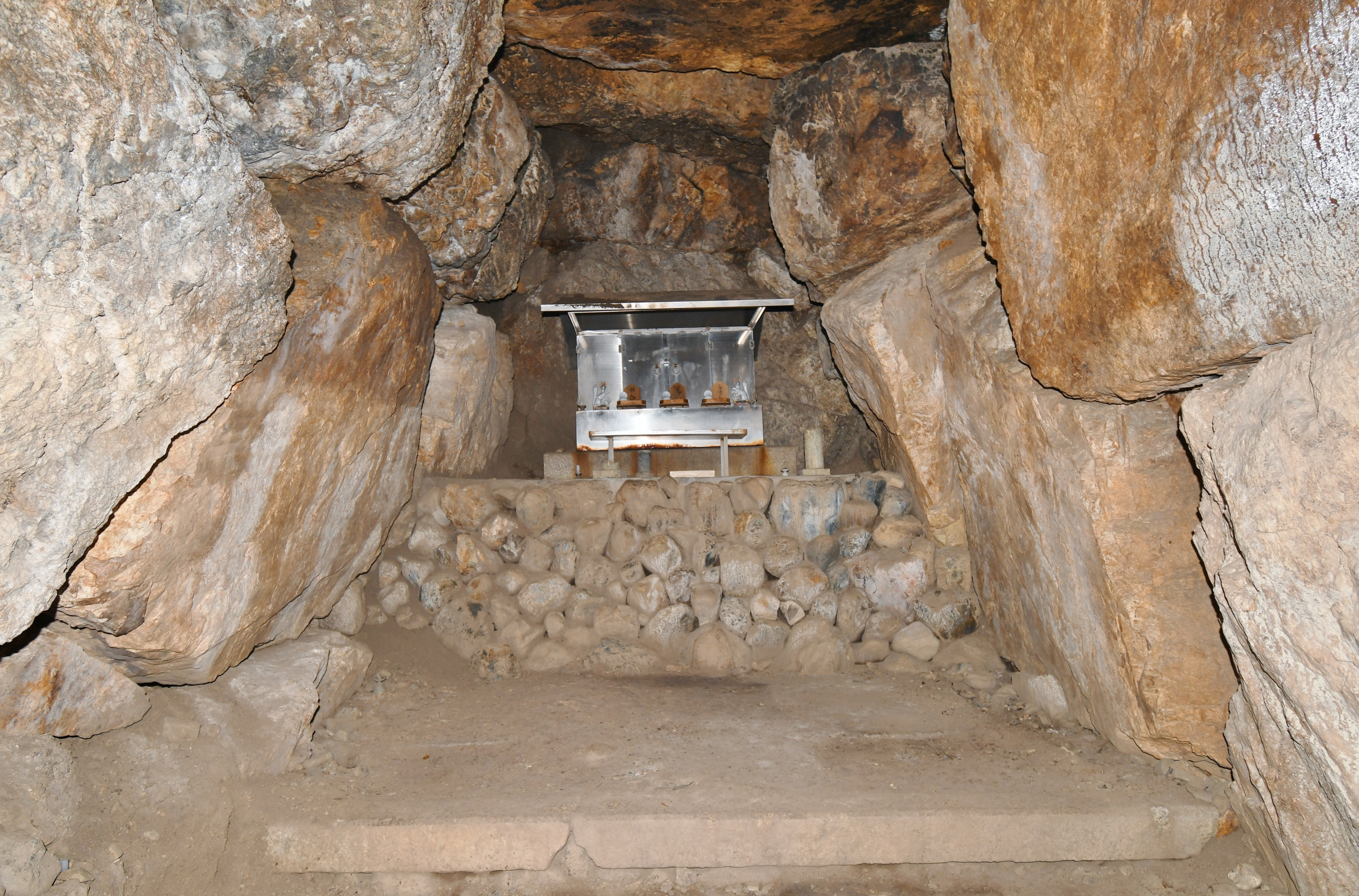
玄室（奥壁方向）
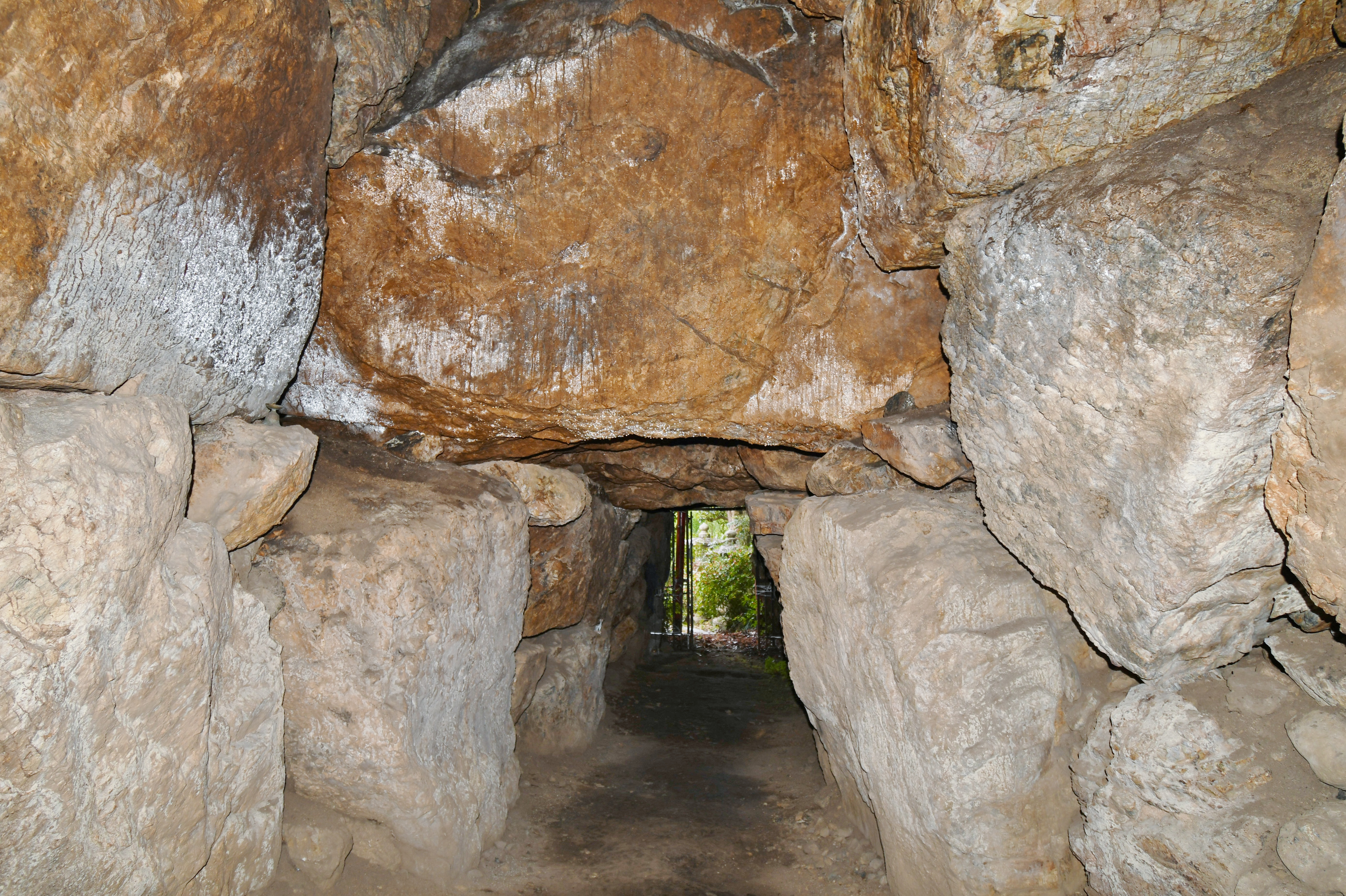
玄室（開口部方向）
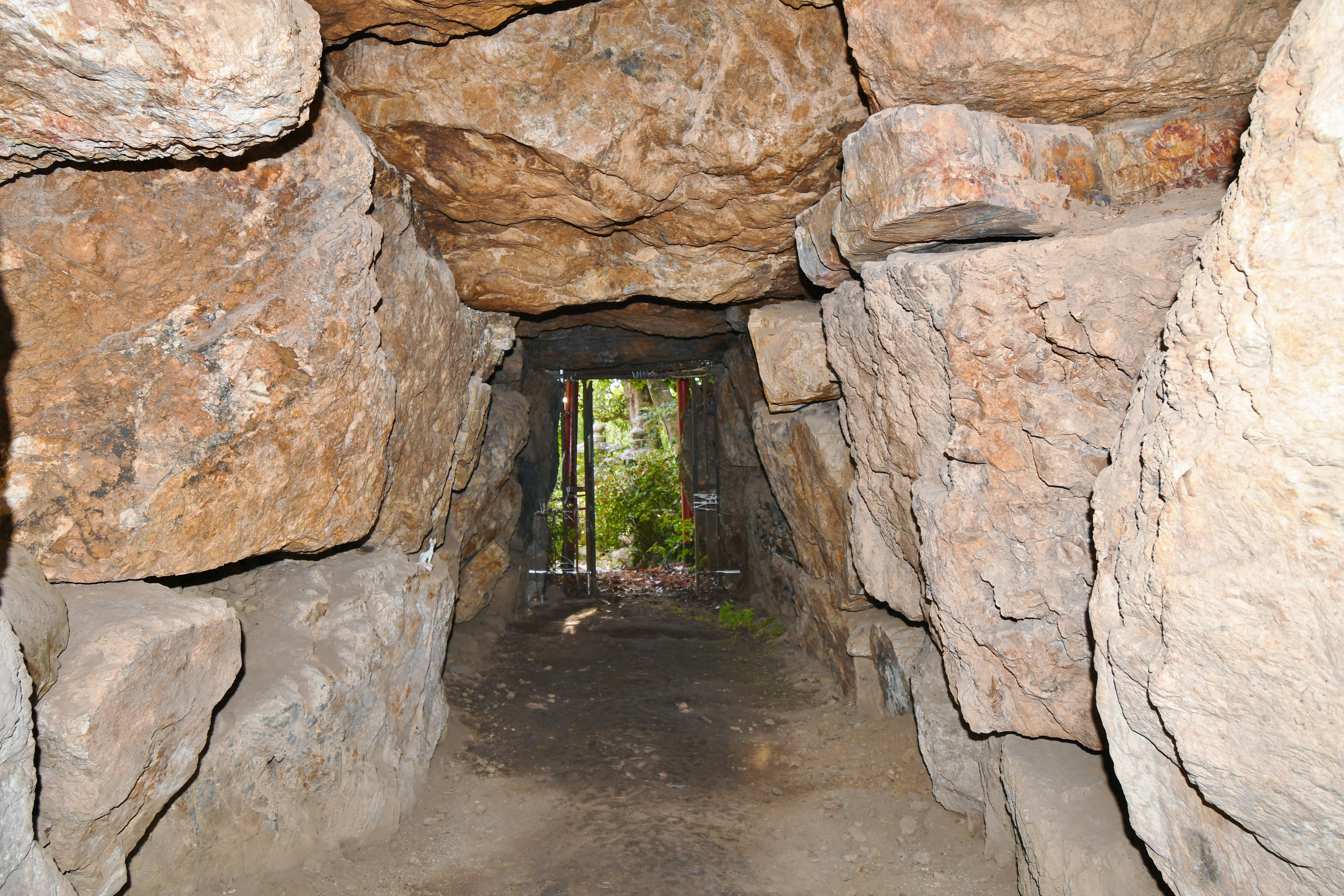
羨道（開口部方向）
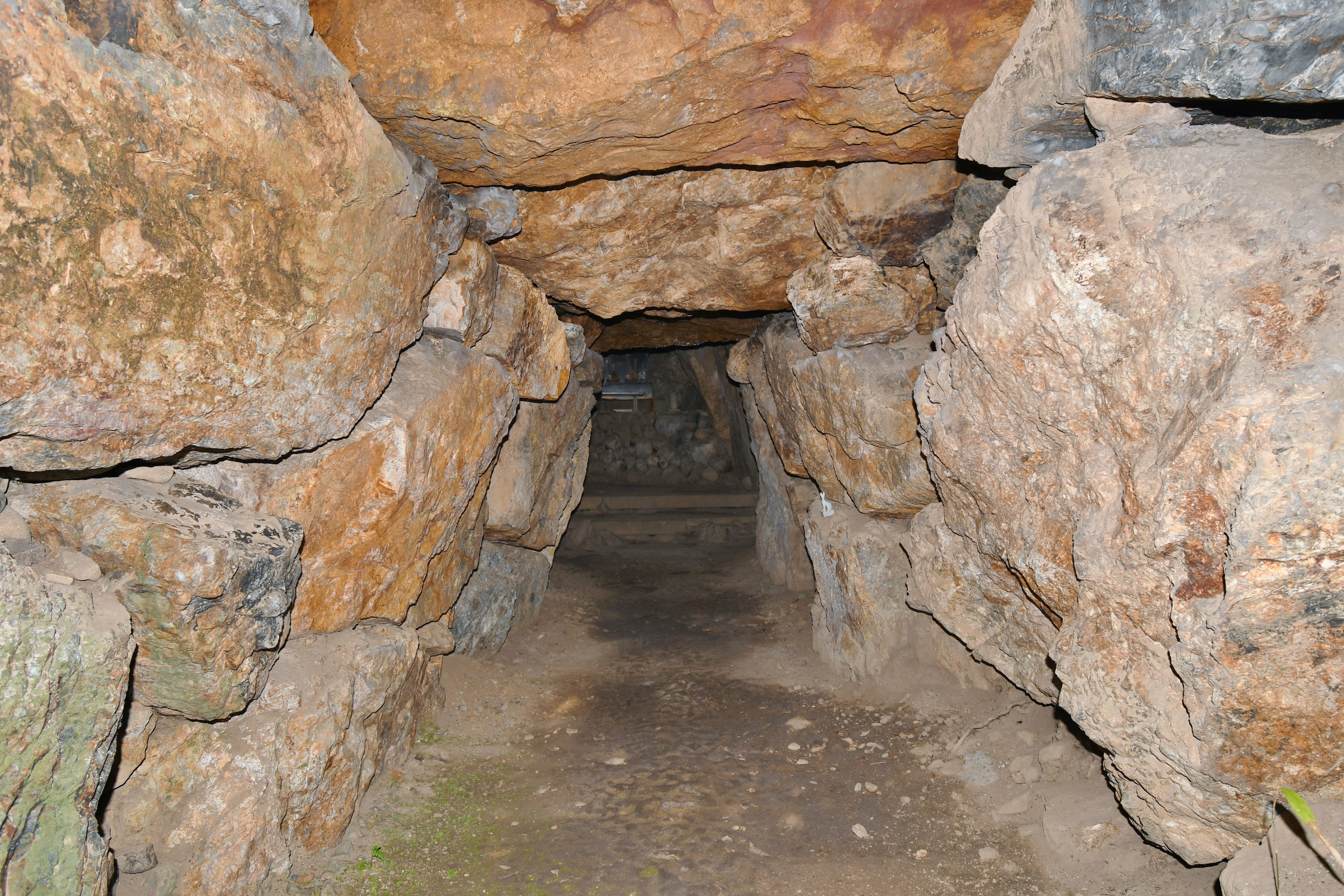
羨道（玄室方向）
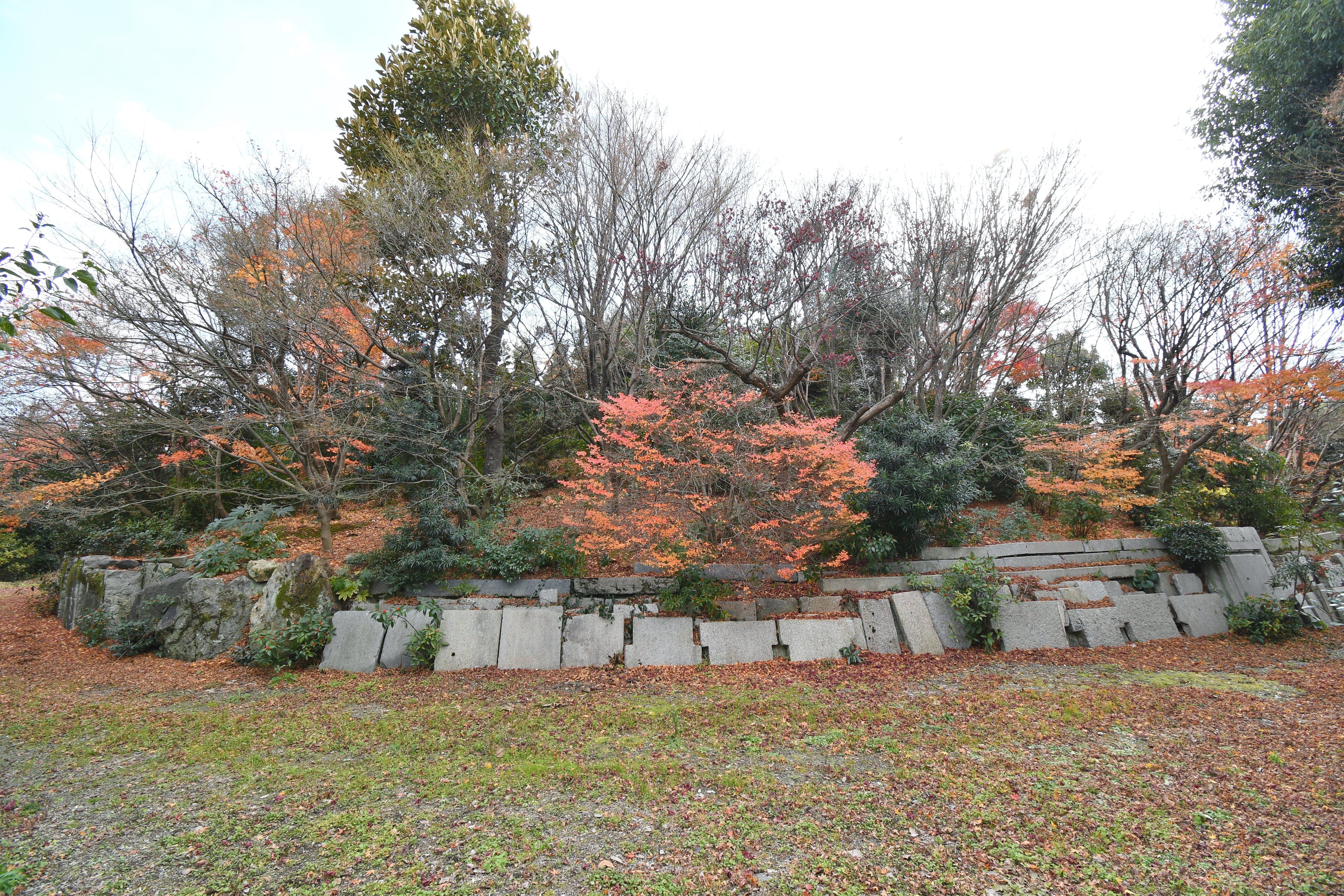
墳丘

## 関連文献
（記事執筆に使用していない関連文献）
- 「右京区甲塚町兜塚古墳実測図付記」『とれんち』第11号、京都大学考古学研究会、1964年。
- 京都大学考古学研究会 編「各古墳の概要 > 甲塚古墳」『嵯峨野の古墳時代 -御堂ヶ池群集墳発掘調査報告-』京大考古学研究会出版事務局、1971年。
- 京都市 編「古墳時代 > 右京区」『史料京都の歴史』 第2巻 考古、平凡社、1983年。